# Бакщаг (такелаж)
Бакщаг или Бакщагове (на нидерландски: bakstag) са принадлежности от стоящия такелаж, поддържащи отстрани и от кърмата (освен по диаметралната плоскост) рангоутните дърва, боканците, шлюпбалките, комините и т.н.
Съответно според предназначението им бакщаговете получават допълнителни названия: Бакщаги на комина, Бакщаги на боканците.
Утлегар-бакщагите държат отстрани утлегара, а бом-утлегар-бакщагите – бом-утлегара, бидейки пропуснати през блинд-гафелите.
Бакщагите на стенгите носят следващите допълнителни наименования:
- Фор-брам-бакщаги, фор-бом-брам-бакщаги, фор-трюм-бакщаги укрепват рангоутното дърво на фокмачтата.
- Грот-стен-бакщаги, грот-брам-бакщаги, грот-бом-брам-бакщаги, грот-трюм-бакщаги укрепват рангоутното дърво на гротмачтата.
- Крюйс-стен-бакщаги, крюйс-брам-бакщаги, крюйс-бом-брам-бакщаги укрепват рангоутното дърво на бизанмачтата.

На тендерите и ботовете в помощ на вантите има топ-бакщаги.
Еринс-бакщагите (фор-трисел, грот-трисел и бизан) задържат гафела в диаметралната плоскост.
На яхтите с косо ветрилно въоръжение за подсигуряване на възможност за преход на гика от борд към борд, при промяна на галса долните краища на бакщаговете се правят плъзгащи по релса на палубата, те се опъват с помощта на ръчка или тали, или се пропускат през блокове.